# Margit Sielska-Reich
Margit Sielska-Reich (em ucraniano: Марія Сельська, nascida em 26 de maio de 1900, Kolomyja - 3 de fevereiro de 1980, Lviv) foi uma pintora polaco-ucraniana que trabalhou em Lviv.
Ela começou a estudar pintura na Academia Livre de Belas Artes de Lviv com Leonard Podhorodecki, Feliks Michał Wygrzywalski e Edward Pietsch.
A influência do surrealismo encontra-se nas suas pinturas. Ela colaborou com a publicação mensal de esquerda "Sygnały". Em 1937, ela visitou Paris; mais tarde, passou o período da Segunda Guerra Mundial em Lviv. Em 1942 ela foi presa pela Gestapo, juntamente com o seu pai, irmão e a esposa do seu irmão, e foram levados para o gueto de Lviv.